# Новококандський хімічний завод
Новокока́ндський хімічний завод — виробничий майданчик поряд з містом Коканд Ферганської області Узбекистану.
У 1984-му в межах Новококандського проєкту ввели в дію цех сульфатної кислоти (необхідна для розкладення фосфоритів із отриманням фосфорної кислоти), а у 1986-му запустили виробництво комплексного азотно-фосфорного добрива — амофосу (отримують реакцією фосфорної кислоти та аміаку). Потужність майданчику мала становити 500 тисяч тонн кислоти та 164 тисяч тонн амофосу на рік, при цьому фосфоритна сировина надходила з казахського Каратауського фосфоритоносного басейну (рудники Чулактау, Жанатас).
Невдовзі після запуску заводу на тлі послаблення комуністичної влади Новококандський завод привернув увагу через екологічні проблеми — його майданчик розташовувався над Сохським родовищем прісної води, а висота труб цеху сульфатної кислоти була зменшена вдвічі проти первісно запроєктованої на вимогу місцевого аеропорту. Як наслідок, уже в 1989-му завод зупинили (можливо відзначити, що це мало вплив також на сусідній Кокандський суперфосфатний завод, застаріле виробництво якого підлягало певному перепрофілюванню по завершенні Новококандського проєкту).
У 1995-му завод розпочав випуск харчового етилового спирту методом ферментації зернового крохмалю. Це виробництво запускалось у кілька черг та наразі має потужність 4 млн декалітрів на рік.